# ラウラ・アントネッリ
ラウラ・アントネッリ（Laura Antonelli、1941年11月28日 - 2015年6月22日）は、イタリアの女優である。クロアチア・プーラ（旧イタリア・ポーラ）生まれ。イタリア式コメディの重要人物である。

## 略歴
1941年（昭和16年）、当時イタリア領だったプーラで生まれ、幼少期に家族と共にナポリに移住する。
体育の教師となる予定だったが、コカ・コーラが提供するテレビ・シリーズに数回出演した後、1965年（昭和40年）に初めて映画出演を果たす。数本の映画に脇役として出演し、1969年（昭和44年）のマゾッホ原作の『毛皮のヴィーナス』で初めて主役を演じる。1971年（昭和46年）の『裸のチェロ』などでセクシーな役を演じて、ヨーロッパで少しずつ知られるようになる。また、『コニャックの男』で共演したジャン・ポール・ベルモンドと恋仲になり、2人の関係は10年ほど続いた。
1973年（昭和48年）には、中学生の少年に初体験をさせるメイドを演じた『青い体験』が、本国イタリアを始めヨーロッパやアメリカ、日本で大ヒットした。イタリア映画記者協会の選定する賞、ナストロ・ダルジェント賞主演女優賞を受賞した。一躍1970年代のヨーロッパを代表するセックス・シンボルとなる。
1970年代後半には、彼女を「ヴィーナスの体をしている」と評したルキノ・ヴィスコンティ監督の遺作、ダヌンツィオ原作の『イノセント』やエットレ・スコラ監督の『パッション・ダモーレ』といったイタリア映画の名匠の作品にも出演した。
1991年（平成3年）、自宅でコカインが押収され、麻薬所持・密売の容疑で、3年半の禁錮刑を言い渡される。アントネッリは、常習は認めたものの密売は否定、2000年（平成12年）には抗告が認められ、判決が取り消された。その後、『青い体験』の続編とも言える『Malizia 2000』のオファーを受けたが、撮影中にしわを隠すためコラーゲンを注入する手術を受けて失敗した。アントネッリは、強要された手術に原因があるとプロデューサー、監督等を相手取って損害賠償を求める訴訟を起こすが、2003年（平成15年）に敗訴した。麻薬と手術の裁判が長すぎたため多大な損害を与えられたとして、アントネッリの弁護士側は、2003年に今度は国を相手取って損害賠償を請求した。2006年（平成18年）に国は原告の主張を認め、10万8千ユーロが支払われた。
2015年6月22日、心臓発作のため死去。73歳没。

## おもなフィルモグラフィ
- Le sedicenni : 監督ルイジ・ペトリーニ、1965年 - デビュー作
- 『スレッジ』 : 監督ヴィク・モロー、1969年
- 『毛皮のビーナス　女芯のいとなみ』 : 監督マッシモ・ダラマーノ、1970年
- 『コニャックの男』 : 監督ジャン＝ポール・ラプノー、1971年
- 『刑事キャレラ 10+1の追撃』 : 監督フィリップ・ラブロ、1971年
- 『クロツグミの男』 Il merlo maschio : 監督パスクァーレ・フェスタ・カンパニーレ、1971年
- 『セッソ・マット』 Sessomatto : 監督ディーノ・リージ、1973年
- 『ジャン＝ポール・ベルモンドの交換結婚』 : 監督クロード・シャブロル、1972年
- 『青い体験』 Malizia : 監督サルヴァトーレ・サンペリ、1973年 - ナストロ・ダルジェント賞主演女優賞受賞
- 『続・禁断のインモラル/悦楽に身を焦がす女たち』 Mio Dio, come sono caduta in basso! : 監督ルイジ・コメンチーニ、1974年
- 『悦楽の闇』 : 監督ジュゼッペ・パトローニ・グリッフィ、1975年
- 『イノセント』 : 監督ルキノ・ヴィスコンティ、1975年
- 『続・青い体験』 : 監督サルヴァトーレ・サンペリ、1975年
- 『悦楽の貴婦人』  : 監督マルコ・ヴィカリオ、1977年
- 『ピンクのルージュ』 Letti selvaggi : 監督ルイジ・ザンパ、1979年
- 『パッション・ダモーレ』 : 監督エットレ・スコラ、1980年
- 『禁断のインモラル/魔性に彩られた処女喪失の館』 Casta e pura (1982)　監督サルヴァトーレ・サンペリ、1982年
- 『薔薇の貴婦人』 : 監督マウロ・ボロニーニ、1984年
- 『スキャンダル 愛の罠』 : 監督ジュゼッペ・パトローニ・グリッフィ、1985年
- 『ハイレッグ・アバンチュール/セクシーギャル灼熱の情事』 Rimini Rimini : 監督セルジオ・コルブッチ、1987年
- 『アモーレ・アバンチュール/水着もモラルも脱ぎ捨てて』 Roba da ricchi : 監督セルジオ・コルブッチ、1987年
- 『青い体験 2000』 Malizia 2000 : 監督サルヴァトーレ・サンペリ、1992年

## 註
1. ↑  ラウラ・アントネッリさん死去＝「青い体験」で家政婦役－伊 時事通信 2015年6月23日閲覧